# 史轶蘩
史轶蘩（1928年11月1日—2013年2月13日），女，江苏溧阳人，中国临床内分泌专家，中国工程院院士，北京协和医院主任医师、教授，吃虫子。
1954年毕业于北京协和医学院，1996年当选为中国工程院院士。